# Caldeira de Silverthrone
La caldeira de Silverthrone, en anglais : Silverthrone Caldera, est une caldeira située dans les chaînons du Pacifique, en Colombie-Britannique, au Canada.
Cette caldeira est l'une des plus importantes de l'Ouest canadien, mesurant environ 30 kilomètres de long (axe nord-sud) pour 20 kilomètres de large (axe est-ouest). Le mont Silverthrone, un dôme de lave érodé, se situe sur le flanc nord de la caldeira et culmine à 2 864 mètres.
Plusieurs glaciers (Pashleth, Kingcome, Trudel, Klinaklini et Silverthrone) se situent sur la caldeira. Elle est elle-même située sur le champ de glace Ha-Iltzuk.

La ceinture volcanique de Garibaldi avec la caldeira de Silverthrone au nord-ouest.